# HD 104985 b
HD 104985 b는 기린자리 방향으로 지구로부터 약 333 광년 떨어진 항성 HD 104985 주위를 198일에 한 바퀴 도는 외계 행성이다. 이 행성은 항성으로부터 0.78 천문단위 떨어져 있다. 질량이 목성의 약 6.33배에 이르기 때문에 가스 행성임이 유력해 보인다. 이 행성은 황색 거성 주위를 도는 행성으로는 최초로 발견된 존재이기도 하다.

## 참고 문헌
- (영어) 사토 연구진 (2003). “A Planetary Companion to the G-Type Giant Star HD 104985”. 《The Astrophysical Journal Letters》 597 (2): L157–L160.